# 神様のシンドローム
『神様のシンドローム』（かみさまのシンドローム、英: God's Syndrome）は、彩音の楽曲。25枚目のシングルとして、2020年11月4日にMAGES.から発売された。

## 概要
シングルとしては前作「レジリエンス」以来約2年7か月ぶりとなるリリース。表題曲は『ひぐらしのなく頃に業』のエンディングテーマに使用され、カップリング曲はスマートフォン向けゲーム『ひぐらしのなく頃に 命』の主題歌に使用された。
アニメ版のCDジャケットには、渡辺明夫による描き下ろしイラストとなっており、『ひぐらしのなく頃に業』の登場人物である古手梨花が描かれている。

## チャート成績
オリコン週間チャートで初登場39位を獲得し、初動売上は1,035枚を記録した。彩音にとって約4年半ぶりのオリコン週間シングルチャート入りとなり、トップ40位以内にランクインしたシングルとしては「いつもこの場所で」以来約7年半ぶりとなる。チャート登場回数は4回、累計1,648枚のセールスを記録した。

## 収録内容
| 全作詞・作曲: 志倉千代丸。 |                                      |            |            |              |      |
| #                          | タイトル                             | 作詞       | 作曲・編曲 | 編曲         | 時間 |
| 1.                         | 「神様のシンドローム」               | 志倉千代丸 | 志倉千代丸 | Tak Miyazawa | 4:17 |
| 2.                         | 「フラストレーション」               | 志倉千代丸 | 志倉千代丸 | 伊藤俊       | 5:22 |
| 3.                         | 「神様のシンドローム」(instrumental) | 志倉千代丸 | 志倉千代丸 |              | 4:17 |
| 4.                         | 「フラストレーション」(instrumental) | 志倉千代丸 | 志倉千代丸 |              | 5:19 |
| 合計時間:                  | 合計時間:                            | 合計時間:  | 19:15      |              |      |